# 博雷尔可测函数
博雷尔可测函数是测度论中的概念.

## 定义
{\displaystyle \mathbb {R} }是包含连续函数的集族，{\displaystyle {\hat {C}}}是在{\displaystyle \mathbb {R} }上的实值函数中的最小族，且{\displaystyle {\hat {C}}}逐点极限封闭。则将{\displaystyle {\hat {C}}}中的成员成为博雷尔可测函数。